# Contea Palatina di Sassonia
La Contea Palatina di Sassonia fu uno stato del Sacro Romano Impero creato all'interno del ducato di Sassonia attorno alla metà del X secolo. Dopo la partizione del ducato di Sassonia del 1080, la contea palatina di Sassonia finì nell'orbita della parte orientale dei territori dell'ex-ducato.

## Storia

### I primi conti palatini e la casata di Goseck
Il re dei Franchi Orientali Ottone I istituì la contea palatina di Sassonia nella parte meridionale del ducato di Sassonia, nella regione di Saale-Unstrut. Il primo conte palatino fu Adalberone, al quale successe il genero Teodorico, padre di Bernardo di Hildesheim. In seguito, ricevette la carica anche il conte Federico di Harzgau. Successivamente, la contea palatina di Sassonia divenne possesso stabile della casata di Goseck, presumibilmente imparentata con i Wettin. Il primo conte palatino di Sassoni della casata di Goseck fu Burcardo I, figlio di Burcardo IV di Hassegau. I discendenti di Burcardo ressero la contea palatina di Sassonia quasi ininterrottamente fino al 1179, quando morì senza eredi diretti il conte palatino Adalberto. Uniche interruzioni furono la brevissima parentesi di Guglielmo IV di Weimar nel 1042 e il conflitto che oppose Federico VI, partigiano di Lotario II di Supplimburgo, e Ermanno II di Winzenburg, alleato di Corrado III di Svevia.

### I Ludovingi, gli Ascanidi e i Wettin
Con l'estinzione della casata di Goseck, la contea palatina di Sassonia fu assegnata dall'imperatore Federico Barbarossa al langravio di Turingia Ludovico III, appartenente alla dinastia dei Ludovingi. Ludovico III lasciò la contea palatina a suo fratello Ermanno I nel 1181. Nel 1217, dopo la morte di Ermanno I, la contea palatina di Sassonia venne ereditata dal figlio Ludovico IV, che morì durante il viaggio per la sesta crociata nel 1127. Alla morte di Ludovico IV suo fratello Enrico Raspe assunse la reggenza per conto del nipote Ermanno II, il quale, però, morì nel 1241 all'età di diciannove anni. Così Enrico Raspe ereditò ufficialmente il langraviato di Turingia e la contea palatina di Sassonia, ma poiché non aveva figli maschi legittimi, nel 1242 ottenne dall'imperatore Federico lI che suo nipote Enrico l'Illustre, appartenente alla casata di Wettin, fosse riconosciuto erede della contea palatina di Sassonia e del langraviato di Turingia.

Stemma della contea palatina di Turingia.

Lo scontro che oppose Alberto II ai suoi figli portò alla spartizione dei domini della casata in conseguenza del Trattato di Rochlitz del 1º gennaio 1289. In particolare, la contea palatina di Sassonia venne assegnata al secondogenito Federico, che ne entrò effettivamente possesso nel 1291. Tuttavia, poco prima che Federico ne prendesse possesso, un sempre più indebitato Alberto II vendette al margravio di Brandeburgo Ottone IV la parte meridionale della contea palatina di Sassonia, che prese il nome di contea palatina di Turingia. Quest'ultima aveva il suo centro principale nella città di Bad Lauchstädt e tornò in possesso dei Wettin soltanto nel 1347 con Federico II.
La situazione venne complicata dall'intervento dei sovrani di Germania, che si ritennero in dovere di risolvere il conflitto dinastico, sfruttando l'occasione per attribuire posizioni di potere ai loro sostenitori. Infatti, sempre nel 1291 il re dei Romani Rodolfo I d'Asburgo nominò Enrico I di Brunswick-Lüneburg conte palatino di Sassonia in opposizione a Federico. La situazione si risolse soltanto con la morte di Enrico di Brunswick nel 1322, seguito l'anno dopo dal suo rivale Federico.
Dopo la partizione della Sassonia voluta da Federico Barbarossa nel 1180, ciò che rimaneva dell'antico ducato venne assegnata alla dinastia degli Ascanidi, che nel 1260 si divisero nelle linee rivali di Sassonia-Wittenberg e di Sassonia-Lauenburg. Inoltre, i due rami si contesero a lungo l'antico privilegio dei duchi di Sassonia di partecipare all'elezione reale di Germania. Il conflitto venne risolto soltanto con la Bolla d'oro del 1356, con la quale l'imperatore Carlo IV assegnò al duca di Sassonia-Wittenberg Rodolfo I il titolo di principe elettore.
Insieme al titolo elettorale, il sovrano assegnò alla Sassonia-Wittenberg la contea palatina di Sassonia, mentre la contea palatina di Turingia restò appannaggio dei Wettin. Nel 1363 Rodolfo II pose la capitale della contea palatina di Sassonia ad Allstedt. Nel 1422 si estinse il ramo di Wittenberg e il re dei Romani Sigismondo di Lussemburgo, ignorando le rivendicazioni del ramo di Lauenburg, consegnò l'elettorato, comprendente la contea palatina di Sassonia, al margravio di Meißen Federico. Fu così che la contea palatina di Sassonia tornò a essere un possesso dei Wettin, che con Federico II riunificarono i loro possedimenti grazie all'aggiunta del langraviato di Turingia, ereditato dal cugino Federico IV. Tuttavia, già la generazione successiva le terre dei Wettin vennero nuovamente spartite con il Trattato di Lipsia dell'11 novembre 1485, che sancì il passaggio delle contee palatine di Sassonia e di Turingia al ramo ernestino.

### La giurisdizione su Allstedt
Ad Allstedt sorgeva un castello risalente al XIII secolo che venne gestito per conto dei Wettin dai signori di Querfurt dal 1369 al 1496. Nel 1526 i Wettin cedettero la giurisdizione su Allstedt al conte Alberto di Mansfeld, che nel 1542 dovette a sua volta cederla in pegno al conte di Stolberg a causa dei suoi pesanti debiti. Nel 1575 i conti di Stolberg persero i loro diritti sulla giurisdizione di Allstedt che tornò al ramo ernestino dei Wettin.

## Geografia
Oltre ad Allstedt la contea palatina di Sassonia includeva i villaggi di Mönchpfiffel, Niederröblingen, Einzingen, Klosternaundorf, Winkel, Wolferstedt e Mittelhausen, nonché il monastero di Sittichenbach con Groß- e Klein-Osterhausen e Rothenschirmbach.

## Conti palatini di Sassonia
Non dinastici 
- Adalberone (965 – 982)
- Teodorico (982 – 995)
- Federico (995 – 1003)

 Casata di Goseck 
- Burcardo I (1003 – 1017)
- Sigfrido (1017 – 1038)
- Federico I (1038 – 1042)
- Guglielmo IV di Weimar (1042), non dinastico
- Dedi (1042 – 1056)
- Federico II (1056 – 1085)
- Federico III (1085 – 1087)
- Federico IV (1087 – 1097)
- Federico V (1097 – 1121)
- Federico VI (1121 – 1162) ed Ermanno II di Winzenburg (attorno al 1130)
- Adalberto (1162 – 1179)

 Ludovingi 
- Ludovico III (I) (1179 – 1181)
- Ermanno I (1181 – 1217)
- Ludovico IV (II) (1217 – 1227)
- Ermanno II (1227 – 1241)
- Enrico Raspe (1241 – 1247)

 Wettin 
- Enrico III (II) (1247 – 1265)
- Alberto II (1265 – 1291)
- Federico I (VII) (1291 – 1323) ed Enrico I di Brunswick-Lüneburg (1291 – 1322)
- Federico II (VIII) (1323 – 1349)
- Federico III (IX), Guglielmo e Baldassarre (1349 – 1356)

 Ascanidi 